# Municipio de Henderson (condado de Union)
El municipio de Henderson (en inglés: Henderson Township) es un municipio ubicado en el condado de Union en el estado estadounidense de Arkansas. En el año 2010 tenía una población de 739 habitantes y una densidad poblacional de 10,49 personas por km².

## Geografía
El municipio de Henderson se encuentra ubicado en las coordenadas 33°2′32″N 92°45′54″O / 33.04222, -92.76500. Según la Oficina del Censo de los Estados Unidos, el municipio tiene una superficie total de 70.45 km², de la cual 70,42 km² corresponden a tierra firme y (0,04 %) 0,03 km² es agua.

## Demografía
Según el censo de 2010, había 739 personas residiendo en el municipio de Henderson. La densidad de población era de 10,49 hab./km². De los 739 habitantes, el municipio de Henderson estaba compuesto por el 62,52 % blancos, el 36,27 % eran afroamericanos, el 0,27 % eran amerindios, el 0,14 % eran de otras razas y el 0,81 % eran de una mezcla de razas. Del total de la población el 0,54 % eran hispanos o latinos de cualquier raza.